# Новак Паприца
Новак Паприца (Љубина код Фоче, 14. јануар 1954) јесте генерал-мајор Војске Републике Српске. Током рата био је командант 11. херцеговачке пјешадијске бригаде.

## Биографија
Рођен је 14. јануара 1954. године у селу Љубина, општина Фоча. Основну школу је завршио 1969, гимназију 1973. године, а Војну академију копнене војске, смјер пјешадија 1977. године у Београду и Сарајеву. Године 1997. у Београду завршава Командно-штабну школу тактике Копнене војске, а двије године касније такође у Београду и Командно-штабну школу оператике (Школа националне одбране). Ожењен је и отац је једног дјетета. Са породицом живи у Краљеву у Републици Србији.

## Војна каријера
Слижбовао је у гарнизонима у Приштини, Краљеву, Випави, Ајдовшчини, Новом Месту, Загребу, Сарајеву и Крагујевцу. У чин потпоручника пјешадије произведен је 1977. године. Последња дужност у ЈНА му је била на мјесту команданта лаке пјешадијске бригаде. Тада је имао чин капетана прве класе. Почетак рата на простору бивше СФРЈ га је затекао у гарнизону Ново Место у Словенији. У Војсци Републике Српске је био од јуна 1993. до 14. децембра 1995. године. Цијели рат је провео на дужности команданта бригаде.

## Послијератни период
Обављао је сљедеће дужности:
- начелник Одјељења за оперативно-наставне послове у команди корпуса;
- начелник штаба, а истовремено и замјеник команданта корпуса;
- начелник Одјељења за обуку и школовање у Сектору за оперативно-наставне послове Генералштаба ВРС;
- командант 5. корпуса ВРС.

У чин генерал-мајора унапријеђен је 5. јуна 2003. године, а активна војна служба му је престала 31. децембра 2004. године. Послије тога је ангажован као савјетник министра одбране у Министарству одбране Владе Републике Српске.

## Ангажман у одбрани СРЈ од агресије НАТО-а 1999. године
Од 20. марта до 20. јуна 1999. године учествовао је у одбрани Савезне Републике Југославије од НАТО агресије. Прекинуо је редовно школовање у Школи националне одбране и упућен је у Команду Приштинског корпуса.

## Одликовања
- Медаља за војне заслуге,
- Орден народне армије,
- Орден Карађорђеве звијезде трећег рада.[1][2]